# Sant Eloi de Tàrrega
Sant Eloi de Tàrrega és una ermita de Tàrrega (Urgell) declarada bé cultural d'interès nacional.

## Descripció
L'ermita s'aixeca sobre el tossal de Sant Eloi, que constitueix un magnífic mirador sobre la vila de Tàrrega i la plana que l'envolta. Actualment, es fa difícil conèixer l'aspecte original de l'església, ateses les nombroses reformes que ha sofert.
És una església de nau única, que té un absis poligonal de cinc costats amb coberta de fusta. Les dues finestres espitllerades de l'absis són les úniques que s'obren a la nau. La coberta de la nau, a dos vessants, és un embigat de fusta sostingut per arcs diafragma apuntats. Aquests arcs, de secció quadrada, es prolonguen fins a terra amb pilars adossats de secció semicircular. El pas de la nau al presbiteri s'efectua a través d'una arcada ogival. La porta d'accés al temple, situada al mur de ponent, és precedida d'un porxo amb dues arcades de mig punt. Al damunt s'obren dues finestres quadrades que li donen l'aspecte d'un edifici civil. Adossat al mur meridional s'aixeca un campanar de base quadrada, amb obertures d'arc de mig punt al darrer pis.

## Història
L'església fou bastida el 1248 per disposició de l'argenter Simó Canet. Al segle xviii (1728-31) fou considerablement reformada. El 1872, durant la tercera guerra carlina, el santuari fou utilitzat amb finalitats militars, i fou novament reformada. L'edifici s'equipà com a fortí i s'aixecà una muralla que l'envoltava, amb diverses torres al seu entorn que foren aprofitades com a presons. Passada la guerra, el 1876, el santuari fou novament restaurat per al culte.
L'última restauració data del 1964, en què fou refet el campanar. L'any 1970 fou trobada, paredada, la imatge del sant.